# Netrocerocora quadrangula
Netrocerocora quadrangula är en fjärilsart som beskrevs av Eduard Friedrich Eversmann 1844. Netrocerocora quadrangula ingår i släktet Netrocerocora och familjen nattflyn. Inga underarter finns listade i Catalogue of Life.